# Gongqiao, He
Gongqiao (kinesiska: 功桥) är en köping i östra Kina. Den ligger i He härad i staden Ma'anshan i provinsen Anhui,  omkring 91 kilometer öster om provinshuvudstaden Hefei. Antalet invånare är 37 839. Befolkningen består av 17 501 kvinnor och 20 338 män. Barn under 15 år utgör 20,0 %, vuxna 15-64 år 66 %, och äldre över 65 år 12,0 %.